# Juego del Palo

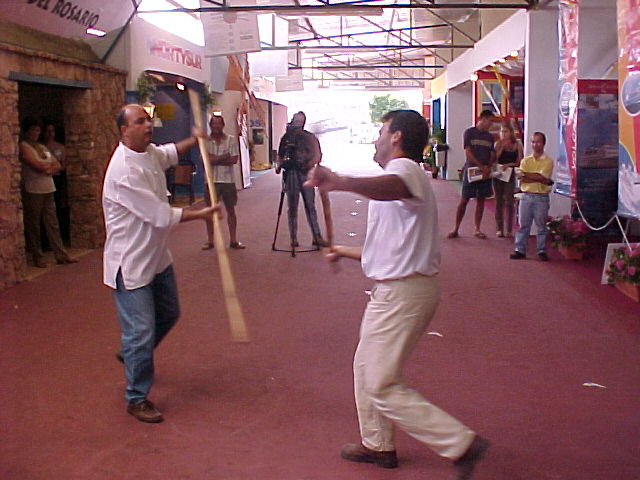
Aufführung in Antigua (Fuerteventura) im Jahre 2000

Juego del Palo (Das Spiel des Stockes) ist eine traditionelle Kampfkunst und Nationalsport auf den Kanarischen Inseln. Gekämpft wird mit Stöcken von 120 bis 180 cm Länge.

## Herkunft
Der Juego del Palo stammt von den Ureinwohnern der Kanarischen Inseln, den Altkanarier. Diese waren oft Hirten und hatten den Stock als einzige Waffe. Später sollen sich die Inselbewohner damit auch gegen Piraten und die Spanier verteidigt haben. Unter der Diktatur Francos war der Kampf mit dem Stock als ein volkstümlicher Brauch verboten und wurde nur noch heimlich ausgeübt.

## Spielart
Es treten zwei Spieler (spanisch: jugadores) gegeneinander an, die die Schläge mit dem Stock nur simulieren. Die Spieler sind nicht geschützt und sollen keinen echten Kontakt mit dem Stock des Gegners haben. Das erfordert viel Geschicklichkeit, Beweglichkeit und Ausgeglichenheit. Das Spiel unterscheidet verschiedene Spielpositionen, die caudras, die durch die Art und den Teil des Stabes festgelegt sind, der den Schlag bestimmt. So nimmt der Angreifer die Position mandado oder tirados ein, während sich der andere in den Positionen atajes und paradas verteidigt.